# Marcel André
Pour les articles homonymes, voir André.
Marcel-Victor-Auguste André est un acteur français né le 2 janvier 1885 dans le 2e arrondissement de Paris, ville où il meurt le 13 octobre 1974 dans le 14e.

## Biographie
Artiste dramatique issu du théâtre, Marcel André travailla notamment avec Firmin Gémier et Maurice de Féraudy au Théâtre Michel de Saint-Pétersbourg de décembre 1910 à août 1911. 
Rendu à la vie civile à l'issue de deux ans de service avec le grade de sergent dans l'infanterie en 1908, il est rappelé sous les drapeaux lors de la mobilisation générale d'août 1914. Classé inapte à l'infanterie à la suite d'une blessure à la cuisse par éclat d'obus le 22 mai 1915 à Neuville-Saint-Vaast, Marcel André est transféré dans le service auto du 13e régiment d'artillerie en janvier 1916. Passé dans le train des équipages en mai suivant, il sert à l'armée d'Orient de décembre 1916 à novembre 1917. Il est promu adjudant en avril 1917 puis sous-lieutenant en juin 1918. Il est blessé une seconde fois le 30 juin 1918 à Meaux par un éclat de bombe d'avion à l'épaule droite. Démobilisé en mars 1919, il est promu lieutenant de réserve en 1924. Atteint par la limite d'âge, il est rayé des cadres en 1934.
Il fut un second rôle apprécié de Jean Cocteau qui l'utilisa au théâtre, mais également au cinéma notamment pour La Belle et la Bête et Les Parents terribles. Son palmarès théâtral est riche et on peut y relever : Trois garçons et une fille de Roger Ferdinand, Toi que j'ai tant aimé d'Henri Jeanson, L'Homme de joie de Paul Géraldy, Miss Mabel de R.C. Shériff, Siegfried de Jean Giraudoux, L'Alouette et Le Voyageur sans bagages de Jean Anouilh. Pour le cinéma, il tourna dans une bonne soixantaine de films. Rôles pour lesquels il se promène avec sobriété, voire une certaine indolence[réf. souhaitée]. Outre les deux films précités avec Cocteau, deux autres compositions sont à retenir, celle de l'équivoque Maître Lebel dans Baccara d'Yves Mirande et celle du juge d'instruction de La Vérité sur Bébé Donge d'Henri Decoin.
Il est le père du comédien-auteur Michel André (La Bonne Planque), qui disparut treize ans après lui.
Marcel André est inhumé au cimetière communal du Pré-Saint-Gervais (Seine-Saint-Denis).

## Filmographie
- 1913 : Le Val d'enfer de Victorin Jasset
- 1913 : Le Cabinet d'affaires de Victorin Jasset
- 1914 : L'Amour passe de Léon Poirier
- 1914 : Le Nid de Léon Poirier
- 1928 : L'Argent de Marcel L'Herbier
- 1929 : Le Procès de Mary Dugan de Marcel De Sano
- 1930 : Si l'empereur savait ça de Jacques Feyder
- 1930 : Le Père célibataire d'Arthur Robison
- 1931 : Tumultes de Robert Siodmak
- 1931 : La Chance de René Guissart
- 1931 : Ménages ultra modernes - court métrage - de Serge de Poligny
- 1931 : Octave - court métrage -  de Louis Mercanton
- 1932 : L'Amoureuse Aventure de Wilhelm Thiele : Jacques Vernier
- 1932 : Coup de feu à l'aube de Serge de Poligny
- 1932 : Quick de Robert Siodmak
- 1933 : L'Agonie des aigles de Roger Richebé
- 1933 : La Margoton du bataillon de Jacques Darmont
- 1933 : Château de rêve de Geza Von Bolvary et Henri-Georges Clouzot
- 1933 : Un peu d'amour de Hans Steinhoff
- 1933 : Une vie perdue de Raymond Rouleau et Alexander Esway
- 1934 : Léopold le bien-aimé d'Arno-Charles Brun
- 1934 : Les Filles de la concierge de Jacques Tourneur
- 1934 : Cessez le feu de Jacques de Baroncelli
- 1934 : Le Voyage de Monsieur Perrichon de Jean Tarride
- 1934 : La Chanson de l'adieu de Géza von Bolváry et Albert Valentin
- 1935 : Retour au paradis de Serge de Poligny
- 1935 : Baccara d'Yves Mirande et Léonide Moguy (premier assistant-réalisateur)
- 1936 : The First Offence de Herbert Mason
- 1936 : L'Homme du jour de Julien Duvivier
- 1936 : Le coupable de Raymond Bernard
- 1936 : Au service du tsar de Pierre Billon
- 1936 : L'Argent de Pierre Billon
- 1937 : Marthe Richard, au service de la France de Raymond Bernard
- 1937 : Gribouille de Marc Allégret
- 1937 : Les Pirates du rail de Christian-Jaque
- 1938 : Le Joueur de Gerhard Lamprecht et Louis Daquin
- 1938 : Hôtel du Nord de Marcel Carné
- 1938 : Adrienne Lecouvreur de Marcel L'Herbier : le Régent
- 1938 : Ultimatum de Robert Wiene
- 1939 : De Mayerling à Sarajevo de Max Ophüls
- 1939 : Le Corsaire de Marc Allégret (film inachevé)
- 1941 : La Nuit de décembre de Kurt Bernhardt
- 1941 : Nous les jeunes - court métrage - de Maurice Cloche
- 1942 : Ne le criez pas sur les toits de Jacques Daniel-Norman
- 1942 : Promesse à l'inconnue d'André Berthomieu
- 1942 : La Vie de bohème de Marcel L'Herbier
- 1942 : Le Médecin des neiges - court métrage - de Marcel Ichac
- 1943 : Vautrin de Pierre Billon
- 1943 : Coup de tête de René Le Hénaff
- 1944 : Cécile est morte de Maurice Tourneur
- 1945 : Un ami viendra ce soir de Raymond Bernard
- 1945 : Seul dans la nuit de Christian Stengel
- 1946 : La Belle et la Bête de Jean Cocteau
- 1946 : Martin Roumagnac de Georges Lacombe
- 1946 : Contre enquête de Jean Faurez
- 1946 : L'Idiot de Georges Lampin
- 1947 : Éternel Conflit de Georges Lampin
- 1948 : Les Parents terribles de Jean Cocteau
- 1949 : Tête blonde de Maurice Cam
- 1951 : La Vérité sur Bébé Donge d'Henri Decoin
- 1951 : Nez de cuir d'Yves Allégret
- 1951 : Les Mains sales de Fernand Rivers
- 1951 : Un grand patron d'Yves Ciampi
- 1951 : Ils étaient cinq de Jack Pinoteau
- 1952 : Horizons sans fin de Jean Dréville
- 1952 : Mon curé chez les riches d'Henri Diamant-Berger
- 1952 : Ouvert contre X de Richard Pottier
- 1953 : Thérèse Raquin de Marcel Carné
- 1954 : Les Intrigantes d'Henri Decoin
- 1956 : L'Homme aux clés d'or de Léo Joannon
- 1957 : Les Lavandières du Portugal de Pierre Gaspard-Huit
- 1960 : Le Huitième Jour de Marcel Hanoun

## Théâtre
- 1908 : Les Vainqueurs d'Émile Fabre, Théâtre Antoine
- 1913 : Les Femmes savantes de Molière, mise en scène Léon Poirier et Henri Beaulieu, Comédie des Champs-Élysées
- 1913 : L'Exilée de Henry Kistemaeckers, Comédie des Champs-Élysées
- 1913 : Le Trouble-fête d'Edmond Fleg, Comédie des Champs-Élysées
- 1913 : Le Veau d'or de Lucien Gleize, mise en scène Henri Beaulieu, Comédie des Champs-Élysées
- 1914 : La Crise ministérielle de Tristan Bernard, Comédie des Champs-Élysées
- 1921 : La Gloire de Maurice Rostand, Théâtre Sarah-Bernhardt
- 1921 : Le Chemin de Damas de Pierre Wolff, Théâtre du Vaudeville
- 1922 : La Chair humaine de Henry Bataille, Théâtre du Vaudeville
- 1922 : L'Avocat d'Eugène Brieux, Théâtre du Vaudeville
- 1923 : L'Esclave errante de Henry Kistemaeckers, Théâtre de Paris
- 1924 : La Grande Duchesse et le garçon d'étage d'Alfred Savoir, mise en scène Charlotte Lysès, Théâtre de l'Avenue
- 1924 : Le Tribun de Paul Bourget, Théâtre Édouard VII
- 1926 : As-tu du cœur ? de Jean Sarment, Théâtre de la Renaissance
- 1928 : Toi que j'ai tant aimée de Henri Jeanson, mise en scène René Rocher, Comédie-Caumartin
- 1928 : J'ai tué de Léopold Marchand, mise en scène René Rocher, Théâtre Antoine
- 1928 : Une tant belle fille de Jacques Deval, Théâtre Antoine
- 1928 : Whisky d'Edmond Guiraud, d'après Léon Hennique, Théâtre Antoine
- 1929 : L'Homme de joie de Paul Géraldy et Robert Spitzer, Théâtre de la Madeleine
- 1932 : Édition spéciale de Louis Weitzenkorn, adaptation Henry Torres, Théâtre des Ambassadeurs
- 1934 : L'Été de Jacques Natanson, mise en scène Marcel André, Nouvelle Comédie
- 1935 : Choc en retour de Georges Menuau, mise en scène Marcel André, Théâtre du paquebot Normandie
- 1936 : Ma liberté de Denys Amiel, mise en scène Jacques Baumer, Théâtre Saint-Georges
- 1936 : La Fin du monde de Sacha Guitry, Théâtre de la Madeleine
- 1938 : Victoria Regina de Laurence Housman, mise en scène André Brulé, Théâtre des Célestins
- 1938 : Le Misanthrope de Molière, mise en scène Sylvain Itkine, Théâtre des Ambassadeurs
- 1938 : Les Parents terribles de Jean Cocteau, mise en scène Alice Cocéa, Théâtre des Ambassadeurs
- 1939 : La Maison Monestier, une pièce en trois actes, mise en scène Marcel André au Théâtre Saint-Georges, le 23 mars.
- 1944 : Le Voyageur sans bagage de Jean Anouilh, mise en scène de Georges Pitoëff, Théâtre de la Michodière
- 1945 : Vient de paraître d'Édouard Bourdet, Théâtre de la Michodière
- 1947 : Trois garçons une fille de Roger Ferdinand, mise en scène Paule Rolle, Théâtre du Gymnase
- 1949 : Miss Mabel de R.C. Sherriff, mise en scène Jean Mercure, Théâtre Saint-Georges
- 1951 : Le Collier de perles de Lucien François, mise en scène Jean Marchat, Théâtre de la Potinière
- 1951 : Vogue la galère de Marcel Aymé, mise en scène Georges Douking, Théâtre de la Madeleine
- 1952 : Siegfried de Jean Giraudoux, mise en scène Claude Sainval, Comédie des Champs-Élysées
- 1953 : L'Alouette de Jean Anouilh, mise en scène de l'auteur et Roland Piétri, Théâtre Montparnasse
- 1953 : La Machine à écrire, pièce radiophonique d' Henri Soubeyran d'après la pièce de théâtre de Jean Cocteau : Fred
- 1955 : Ornifle ou le Courant d'air de Jean Anouilh, mise en scène Jean Anouilh et Roland Piétri, Comédie des Champs-Élysées
- 1958 : Le Bal du lieutenant Helt de Gabriel Arout, mise en scène Raymond Gérôme, Théâtre des Mathurins
- 1959 : Mon père avait raison de Sacha Guitry, mise en scène André Roussin, Théâtre de la Madeleine
- 1961 : Gorgonio de Tullio Pinelli, mise en scène Claude Sainval, Comédie des Champs-Élysées